# Minettia aberrans
Minettia aberrans är en tvåvingeart som först beskrevs av Malloch 1925.  Minettia aberrans ingår i släktet Minettia och familjen lövflugor. Inga underarter finns listade i Catalogue of Life.